# Не ховай очей
Не ховай очей — пісня 2018 року української виконавиці Ірини Білик.
Трек був номінований на премію YUNA. Також пісня була виконана на M1 Music Awards 2018.

## Музичне відео
Режисером кліпу став Юрій Двіжон (DVIZHON), відомий співпрацею зі співачкою над кліпами «Волшебники» та «Не питай». За задумом в кліпі знялись десять героїв, які «не ховають очей» та відкрито говорять про свою сексуальну орієнтацію та гендерну ідентичність. Одним з них став сам режисер.
«Я дуже вдячний Ірині за те, що вона стала першою українською співачкою, яка так масштабно підтримала ЛГБТ-спільноту (лесбійки, геї, бісексуали, трансгендери). Тільки тоді, коли ми будемо щирими та відвертими перед самим собою та близькими, ми зможемо зробити наше життя по-справжньому  повноцінним та щасливим!», – розповів режисер Юрій Двіжон.
Прем’єра кліпу відбулася 17 травня 2018 року в Посольстві Німеччини в Україні в рамках урочистого приймання з нагоди Міжнародного дня боротьби з гомофобією, трансфобією та біфобією. Відеороботу до пісні «Не ховай очей» представила сама виконавиця: 
«Я рада, що за допомогою цієї пісні ми змогли підняти важливу проблему. В уяві багатьох людей тема одностатевого кохання та гендерної ідентичності асоціюється із більш ліричними піснями-баладами. У моєму розумінні ніякої драми в цьому нема. Більш ніж у половині країн світу визнають одностатеві стосунки і права трансгендерних людей на рівні закону», – зазначила Ірина Білик.

## Документальний фільм
Громадська організація КиївПрайд спільно з режисером DVIZHON представили документальний фільм «Не ховай очей», який присвячений до Міжнародного дня камінг-ауту. У всьому світі його відзначають 11 жовтня. У фільмі герої кліпу, серед яких правозахисниця Софія Лапіна, поетеса Анна Кукушкіна, трансгендерна модель і блогер Юлія Гельцман, модель Нантіна Дрончак і інші, розповіли про свій вибір бути відкритими представниками ЛГБТ і пояснили, чому це для них важливо. У кліпі й фільмі знявся і сам режисер DVIZHON, що стало його публічним камінг-аутом. Прем'єра відбулася в ефірі Нового каналу та на YouTube.

## Чарти

### Тижневі чарти
| Чарт (2018)              | Позиція |
| ------------------------ | ------- |
| СНД (Tophit)             | 284     |
| Ukraine Airplay (Tophit) | 16      |
| Kiyv (Tophit)            | 19      |

### Річні чарти
| Чарт (2018)              | Позиція |
| ------------------------ | ------- |
| Ukraine Airplay (Tophit) | 60      |

## Нагороди
- 2018 — Номінація на премію YUNA за найкращий естрадний хіт.